# Enrique Bofí Planes
Enrique Bofí Planes (Xeraco, la Safor, 11 de març de 1956) és un pintor i investigador valencià. El 1974 ingressa en l'Escola Superior de Belles Arts de Sant Carles de València. És un investigador en el camp de la pintura i el gravat, així com en el camp de la història. A Alcoi recents estudis arqueològics corroboren la documentació dels seus gravats històrics.

## Biografia

Dunes i aigua.

La dècada dels vuitanta representa la seua forja com a artista. Així el 1981 exposa ja la seua primera mostra individual a la Sala d'Exposicions de l'Aula de Cultura de La Vila Joiosa. A l'hora d'ara inicia obres el motiu principal del qual són els cristalls i transparències. El 1984 executa el gravat històric Gandia 1800, i aprofundix en l'estudi de tècniques diverses de gravat i mamprèn una sèrie de treballs de gran format en què combina tècnica i història. El 1988, comença el gravat Visita de la Duquessa Maria Enríquez a les obres d'ampliació de l'Església Major de Gandia, S. XV. El 1989 munta una exposició en què incorpora en les seues creacions la figura femenina. El 1990 al claustre de la Biblioteca General de Gandia es va presentar obres seves juntes amb altres de diversos artistes, per a mostrar les diferents tècniques de gravat. El 1992 el gravat Vila d'Alcoi - 1600 va ser exposat a l'Aula de Cultura de la Caixa d'Estalvis del Mediterrani d'Alcoi.
El 1994 va presentar a Gandia una carpeta composta per deu gravats, titulada Gandia l'entorn i a Alcoi obres amb temes mitològics grecs. Este mateix any es produïx un canvi molt significatiu en la seua obra. Fruit ja d'eixe aire renovador serà l'oli titulat Ullal, amb el Obté una Medalla d'Honor a la XI edició del premi BMW de pintura a Madrid. El context paisatgístic que li rodeja -mar, dunes, marjals, llum mediterrània- influirà en gran manera en la seua obra posterior, en la que s'abandonen els temes figuratius.
El 1998 i per a commemorar el V centenari de la Seu de Gandia, inicia el gravat Plaça del Mercat, 1890 que presentaria el 1999 al Saló de corones del Palau Ducal de Gandia. Una obra seua titulada Tales II seria seleccionada en el XIII premi BMW de Pintura i li permetria, durant eixe mateix any exposar a la Reial Acadèmia de Belles Arts de Sant Ferran de Madrid, Centre Cultural Casa del Cordó, de Burgos, Centre Cultural Bancaixa, de València, etc.
El 2000 la seua obra cobra noves dimensions i es torna més colorista. L'any 2001 i seguint la pauta del gravat històric, inicia els treballs de l'obra titulada Oliva 1850, i que exhibix al Museu Arqueològic d'Oliva.
L'any 2003 contínua els seus treballs aprofundint amb l'obra pictòrica buscant combinacions de colors amb predomini dels contrastos. El 2004 realitza una carpeta de gravats a l'aiguatinta, seguint els mateixos temes i paleta de colors que utilitza en la pintura. El 2005 presenta la seua obra a la Sala Municipal d'exposicions Coll Alas, de Gandia.
Diverses obres seues figuren en publicacions especialitzades, en portades de llibres i revistes. La seua obra es troba en nombroses col·leccions i entre elles: Calcografia Nacional, Acadèmia de Belles Arts de Sant Carles de València, Museu Nacional de Ceràmica i d'Arts Sumptuàries González Martí, a València, Ajuntaments de Gandia, Xeraco, Alcoi i Oliva.

## Premis
- Premi Especial en la X edició del Premi de Pintura Ciutat de Gandia.
- Menció d'Honor en el II Premi Nacional de Pintura Vila de Teulada.
- Medalla d'Honor Premio BMW 1996[3]